# 刘海生 (1949年)
刘海生（1949年10月—），男，吉林怀德人，中华人民共和国政治人物，曾任黑龙江省人民政府副省长，黑龙江省人大常委会副主任。